# Tofténska gården

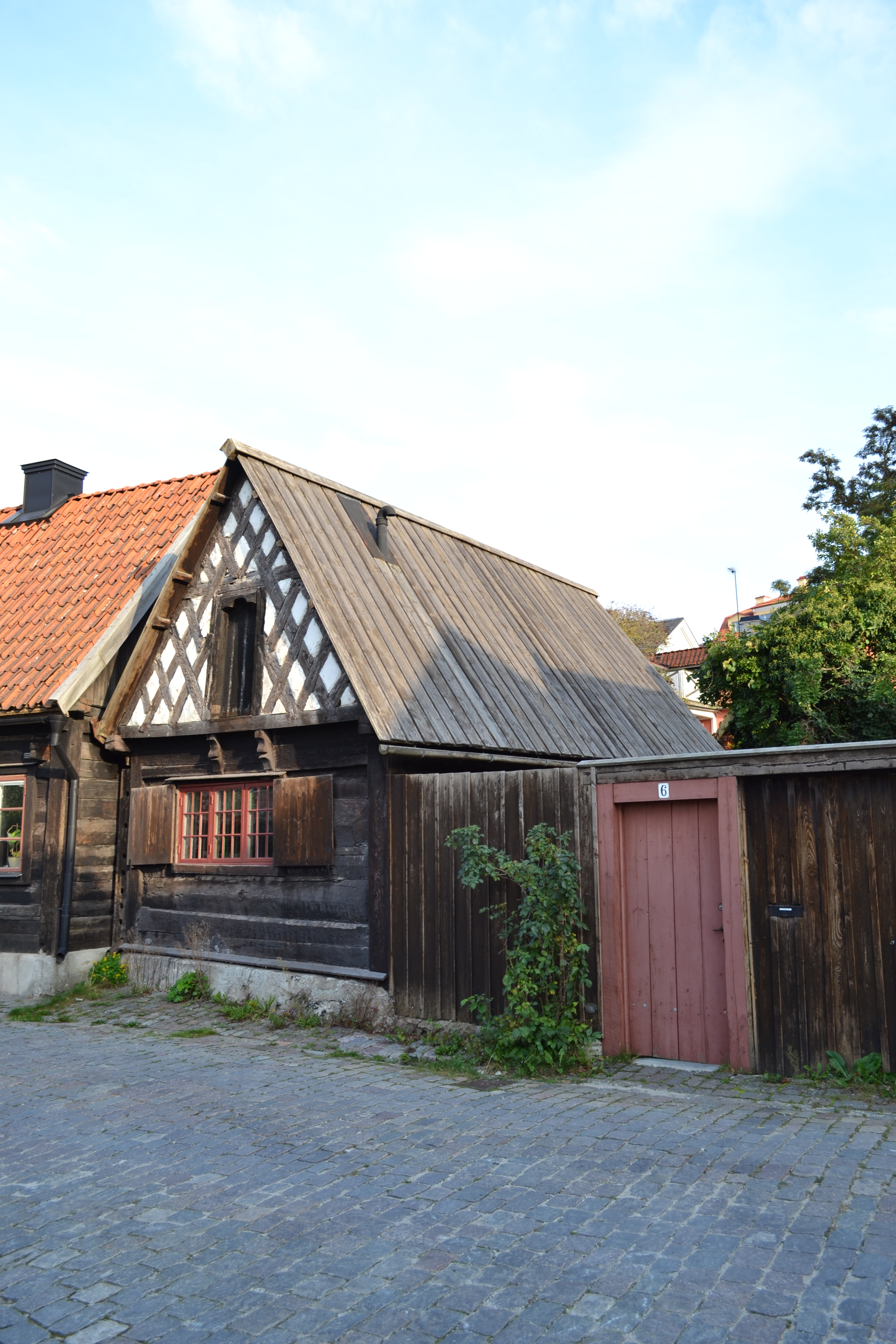
Tofténska gården.

Tofténska gården är en gård på Mellangatan 6 i Visby, Kvarteret Hammaren 6.
Gården består av två hus. Det norra huset i skiftesverk är uppfört på 1600-talet men med en underliggande murad, delvis medeltida källare. Det har under perioder varit bostadshus, dessemellan verkstad. Ursprungligen har det förmodligen fungerat som bodbyggnad. Det södra huset är i sin östra del jämngammalt med det norra. Det är uppfört i skiftesverk men skiftesverksväggarna är numera dolda under puts och murverk. Byggnaden har hela tiden brukats som bostadshus. Gården skänktes 1931 till föreningen Gotlands fornvänner och restaurerades 1964 av länsarkitekt Olle Karth.